# Gasba
El Tamja, Tamja ughanim, tighanimt , también llamado gasba entre las poblaciones de habla árabe, es un instrumento musical de viento tradicional, de origen bereber . Esta es una flauta de caña oblicua de boca abierta utilizada principalmente en la Música chaoui , y en la música occidental tradicional argelina, allaoui, y en  la música del Rif ( aarfa , reggada ). El gasba está presente principalmente en la región de Aurés y en una gran parte del este de Argelia , desde Zibans a las altas mesetas de Orán , en Marruecos en la región del Rif Oriental , así como en la mayoría del resto de la región oriental , pero también en la región de Túnez que limita con el Aurés.

## Factura y forma de tocarla
La gasba es una flauta oblicua y, como tal, se toca colocando la flauta en el costado de la boca. Dominar el instrumento requiere años de práctica. El gasba produce un sonido ronco que bordea la vibración.
El artesano utiliza un tallo de caña fuerte y flexible. Tanto el Aurés como el Rif son famosas por la calidad de sus cañas.
El gasba se caracteriza por sus agujeros de toque, nueve en total, que generalmente corresponden al número de anillos que lo componen. Pero dependiendo del factor, el número de agujeros para tocar puede ser menor, y las flautas de siete agujeros son populares.
La gasba rifeña, también llamada tamja, es mucho más larga  que la de los modelos chaouis. Entre los Rifeños, el tamja (gasba para hablantes de árabe) suena más grave que en los demás lugares. Esto se debe principalmente a la longitud de la flauta, que es más larga en el Rif que en el Aurès.
Es distinto del  ney del  Máshrek reservada para la música árabe clásica; El gasba es el instrumento básico de la música pastoril de los zenetes: desempeña un papel de apoyo musical para el cantante .